# Uridium
 (septembre 2019).
Si vous disposez d'ouvrages ou d'articles de référence ou si vous connaissez des sites web de qualité traitant du thème abordé ici, merci de compléter l'article en donnant les références utiles à sa vérifiabilité et en les liant à la section « Notes et références ».
Uridium  est un jeu vidéo développé par Graftgold et édité par Hewson Consultants, sorti en 1986 sur l'ordinateur 8-bit Commodore 64. Conçu et programmé par Andrew Braybrook, Uridium est un shoot them up à scrolling horizontal, plébiscité pour son concept original et sa réalisation poussée. Aux commandes du vaisseau Manta, le joueur survole des cuirassés de l'espace et doit détruire des cibles tout en évitant la flotte ennemie et les reliefs.
Le jeu a été porté sur les 8-bit Amstrad CPC et ZX Spectrum, le 16-bit Atari ST et les compatibles PC. Il est également disponible sur Nintendo Entertainment System, dans une version remaniée intitulée The Last Starfighter (1990), basée sur le film homonyme. Le jeu a connu une suite, Uridium 2, en 1993.